# Globiceps fulvicollis

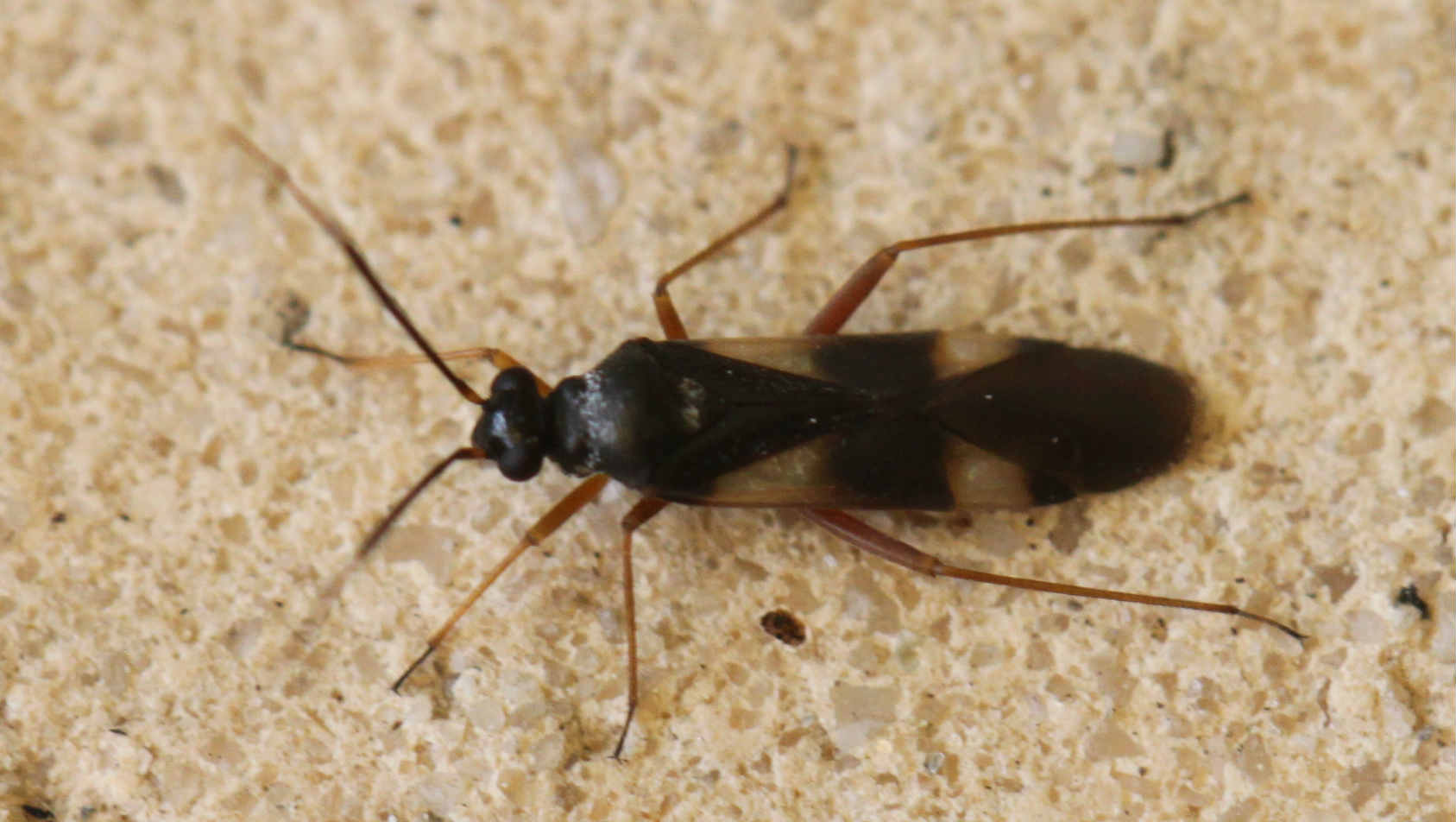
Globiceps fulvicollis, makropter

Globiceps fulvicollis, auch Abgeflachter Kugelkopf genannt, ist eine Wanzenart aus der Familie der Weichwanzen (Miridae).

## Merkmale
Die länglichen Wanzen sind zwischen 4,4 und 6,1 mm lang. Die Männchen sind voll geflügelt (makropter), die Weibchen haben überwiegend verkürzte Hemielytren (brachypter). Die Grundfarbe von Globiceps fulvicollis ist schwarz. Scutellum und Clavus sind schwarz. Ein dunkles breites Band verläuft quer über die ansonsten cremefarbenen Vorderflügel (Hemielytren). Bei der makropteren Form ist der Cuneus an der Spitze dunkel gefärbt. Das erste Fühlerglied ist bräunlich. Das zweite Fühlerglied ist zur Spitze hin leicht verdickt. Die beiden äußeren Fühlerglieder sind schmal. Die Färbung der Beine variiert zwischen hellbraun und schwarz.

## Ähnliche Arten
- Dryophilocoris flavoquadrimaculatus – gelbliche und leicht abweichende Musterung der Hemielytren[3]

## Vorkommen und Lebensraum
Das Verbreitungsgebiet der Art reicht von Europa und dem nördlichen Mittelmeerraum bis nach Innerasien. In Deutschland kommt Globiceps fulvicollis fast überall vor. Auf den Britischen Inseln ist die Art ebenfalls vertreten.

## Lebensweise
Den typischen Lebensraum der Wanzenart bilden Offenlandbiotope, insbesondere Flächen mit Zwergsträuchern wie Besenheide (Calluna vulgaris), Heidelbeeren (Vaccinium), Besenginster und Kriech-Weide (Salix repens). Die Art bildet eine Generation pro Jahr. Die Flugzeit dauert von Mitte Juni bis Anfang September. Die polyphagen Wanzen saugen an verschiedenen Zwergsträuchern und krautigen Pflanzen.

## Taxonomie
In der Literatur werden folgende Synonyme verwendet:
- Globiceps cruciatus Reuter, 1879

## Belege